# ㅓ
ㅓ là một nguyên âm của tiếng Triều Tiên. Unicode của ㅓ là U+3153. Khi chuyển tự Hangeul sang Romaja nó tương ứng với cặp chữ "EO".